# Apostolska nunciatura v Gvineji Bissau
Apostolska nunciatura v Gvineji Bissau je diplomatsko prestavništvo (veleposlaništvo) Svetega sedeža v Gvineji Bissau.
Trenutni apostolski nuncij je Luis Mariano Montemayor.

## Seznam apostolskih nuncijev
- Luigi Barbarito (5. april 1975–10. junij 1978)
- Luigi Dossena (24. oktober 1978–30. december 1985)
- Pablo Puente Buces (15. marec 1986–31. julij 1989)
- Antonio Maria Vegliò (21. oktober 1989–2. oktober 1997)
- Jean-Paul Aimé Gobel (6. december 1997–31. oktober 2001)
- Giuseppe Pinto (5. marec 2002–6. december 2007)
- Luis Mariano Montemayor (17. september 2008–danes)